# Listă de formații black metal

### 0-9
- 1349

### A
- Akral Necrossis
- Aaskereia
- Abdijah
- Abathur
- Abbath
- Abigail
- Abigor
- Aborym
- Absu
- Absurd
- Abruptum
- The Abyss
- Abyssos
- Abyssic Hate
- Aeternus
- Agathodaimon
- Aguynguerran
- Ajattara
- Akercocke
- Alastis
- Alcest
- Algol
- Alkonost
- Amok Vedar
- Anaal Nathrakh
- Ancestral Volkhves
- Ancient
- Ancient Rites
- ...And Oceans
- Angantyr
- Anorexia Nervosa
- Antim Grahan
- Antestor
- Apostasy
- Aras
- Arch of Thorns
- Arckanum
- Arcturus
- Archgoat
- Arkhon Infaustus
- Arkona
- Armagedda
- As Stormclouds Gather
- Ash
- Astarte
- Astrofaes
- Averse Sefira
- Axis of Advance
- The Axis of Perdition
- Azagatel

### B
- Balaam
- Bal-Sagoth
- Bannerwar
- Barathrum
- Basilisk
- Bathory
- Behemoth
- Beherit
- Behexen
- Belenos
- Beleth
- Belphegor
- Bestial Warlust
- Bethlehem
- Bismillah
- Black Funeral
- Black Nocturnal Darkness
- Black Torment
- Black Trinity
- Blasphemy
- Bloodline
- Bloodthrone
- Blut Aus Nord
- Blutklinge
- Borknagar
- Bulldozer
- Burzum

### C
- Commandment
- Capricornus
- Carpathian Forest
- Carpe Tenebrum
- Catamenia
- Celtic Frost
- Cerberus
- Chaos Opera
- Charnel Valley
- Choronzon
- Concubia Nocte
- Cradle of Filth
- Craft
- Crimson Moonlight
- Christian Epidemic
- Cult of Daath

### D
- Daemonlord
- Dark Ages
- Dark Funeral
- Darkestrah
- Darkthrone
- Darkwoods My Betrothed
- Dawn
- Dead Of Winter
- Deathspell Omega
- Demoncy
- Destiss
- Deströyer 666
- Deviant
- Diabolical Masquerade
- Dimmu Borgir
- Dissection
- Dødheimsgard
- Dragonlord
- Drudkh
- Dusk

### E
- Ebonsight
- Eibon
- Eisregen
- Ekove Efrits
- Emperor
- Eminenz
- Enochian Crescent
- Enslaved
- Enthroned
- Episode 13
- Erebus
- Ethereal Woods
- Eulogium
- Extinction
- Ezurate

### F
- Fleurety
- Forest of Impaled

### G
- Galgeras
- Ganzmord
- Gaahlskagg
- Geasa
- Genocide Kommando
- Goatwhore
- God Dethroned
- Gorbalrog
- Gorgoroth
- Grand Belial's Key
- Graveland
- Gravestorm
- Graveworm
- Godless
- Goathemy

### H
- Handful of Hate
- Hate Forest
- Hecate Enthroned
- Helrunar
- Hellveto
- Hetroertzen
- Hromovlad

### I
- Ibex Throne
- Ildjarn
- Immortal
- Impaled Nazarene
- Infernum
- Infected
- Infuneral
- I Shalt Become
- In The Woods...
- Illtempered

### J
- Judas Iscariot

### K
- Kampfar
- Karpathia
- Kataxu
- Katharsis
- Keep of Kalessin
- Khold
- Kratornas
- Krieg
- Kult ov Azazel

### L
- Legion Of Black Horizon
- Leviathan
- Lemuria
- Lengsel
- Limbonic Art
- Lord Belial
- Lucifugum
- Lunar Reign
- Lycanthropy

### M
- Marduk
- Master's Hammer
- Mayhem
- Menhir
- Miasthenia
- Mortuary Drape
- Mütiilation
- Myrk
- Mystic Circle

### N
- Naer Mataron
- Naglfar
- Nargaroth
- Nattefrost
- Nebron
- Nokturnal Mortum
- Necroevil
- Necromantia
- Negură Bunget
- Niflheim
- Nokturnal Mortum
- Nortt

### O
- Obtained Enslavement
- Obtest
- Odal
- Odium Immortalis
- Old Man's Child
- Old Serpent
- Ondskapt
- Opera IX
- Operation Winter Mist
- Ophthalamia
- Oplexicon

### P
- Pagan Heritage
- Pest
- Profanum
- Potentiam
- Profanatica
- Perdition Hearse

### R
```
 
Ragnarok
```

- Rehtaf Ruo
- Reunion
- Rotting Christ

### S
- Sabbat
- Sacrilegium
- Sad Legend
- Sarcofago
- Sargeist
- Saltus
- Satyricon
- Samael
- Sceptrum Mortiferum
- Sear Bliss
- Septic Flesh
- Serpenterium
- Setherial
- Shadowsong
- Shakespeare in Hell
- Siebenburgen
- Siculicidium
- Sigh
- Sin Origin
- Skyfire
- Solefald
- Sorrowstorm
- Sorg Innkallelse
- Sólstafir
- Sorhin
- Striborg
- Shab
- Shining
- Sinoda
- Svartkirke
- Svartsyn
- Sworn

### T
- Taake
- The Scribe and the Minstrel
- Thesyre
- Thornium
- Thyrane
- Todesfaust
- Tormentor
- Troll
- Trollech
- Tsjuder
- Tulus
- Turulvér
- Thy Serpent

### U
- Ulver
- Unearthly
- Ungod
- Unlord
- Urn
- Urtica
- Usurper
- Utuk-Xul

### V
- Vampiris
- Varathron
- Ved Buens Ende
- Velvet Cacoon
- Veneficum
- Venom
- Vintersorg
- Vinterthrone
- Vlad Țepeș
- Vondur
- Von
- Vordven
- Vreid
- Vulture Lord

### W
- Watain
- Windir
- Wind of the Black Mountians
- Winter of Apokalypse
- Witchery
- Witch Taint
- Withering Soul
- Wolfsschanze
- Wolves in the Throne Room
- Witchking
- Wormcrown

### X
- Xasthur

### Z
- Zorn
- Zelfmoord
- Zyklon-B